# Pedro de La Romana
Pedro de La Romana, właśc. Pedro Caro y Sureda, 3. markiz de La Romana (ur. 2 października 1761 w Palmie, zm. 23 stycznia 1811 w Cartaxo) – hiszpański generał, wyróżniającym się dowódca w czasie hiszpańskiej wojny niepodległościowej.

## Młodość
Urodzony w Palma de Mallorca w rodzinie miejscowej szlachty La Romana zdobywał wykształcenie we Francji, by po śmierci ojca otrzymać stopień oficerski w Królewskiej Marynarce Wojennej z polecenia króla Karola III. Studiował na uniwersytecie w Salamance oraz w Seminario de Nobles in Madrycie.
Jak wielu hiszpańskich oficerów tamtych czasów, młody La Romana służył podczas amerykańskiej wojnie rewolucyjnej. W roku 1783, brał udział w oblężeniu Fortu St. Philip i odbieraniu Minorki z rąk Brytyjczyków. W ostatnich miesiącach tej wojny został wyznaczony na dowódcę blokady Gibraltaru.
Po wojnie La Romana odszedł z armii i zaczął podróżować po Europie. Wszystko wskazuje na to, że podróż nie była całkiem prywatna i wiązała się z jakąś dyplomatyczną lub szpiegowską misją, gdzie przydatna stawała się jego znajomość języków obcych.

## Wojny napoleońskie
W 1793 roku La Romana wrócił do armii jako pułkownik kawalerii i wziął idział w walkach w Pirenejach przeciwko Francji w wojnie I koalicji antyfrancuskiej. w roku 1802 został kapitanem-generałem Katalonii i szefem korpusu saperów w 1805.
Król Hiszpanii Karol IV, naciskany przez Napoleona, wyraził w roku 1807 zgodę na wydzielenie jednej dywizji dla wzmocnienia sił Grande Armée w Niemczech. La Romana został wyznaczony na dowódcę tej tzw. „Północnej Dywizji” i spędził rok 1807 oraz część 1808 pełniąc służbę gaznizonową najpierw w Hamburgu, a następnie w Danii pod rozkazami marszałka Bernadotte.
Gdy wybuchła wojna w Hiszpanii, La Romana porozumiał się potajemnie z Brytyjczykami, którzy zgodzili się przerzucić jego wojsko do Hiszpanii. Tylko 9000 spośród liczącej 14 000 dywizji mogło załadować się w Göteborgu w Szwecji na pokłady okrętów Royal Navy, by 27 sierpnia odpłynąć do Santander. Akcja ta przyjęta została w całej Hiszpanii z radością i przysporzyła La Romanie popularności.
La Romana pojawił się na froncie w Kantabrii 11 listopada i zaraz otrzymał dowództwo nad tzw. Armią Galicji. Los nie był dlań zbyt łaskawy, bowiem tego samego dnia „jego” armia, dowodzona aktualnie przez generała Blake’a, została rozbita w bitwie pod Espinozą. 26 listopada La Romana objął faktyczne dowództwo nad tym, co z armii pozostało – około 6000 ludzi.
Z tymi niewielkimi siłami służył jako tylna straż korpusu Moore’a cofającego się na zachód, w stronę La Coruñy. W roku 1809 – ze względu na szczupłość sił – La Romana zajmował się głównie likwidowaniem niewielkich, odseparowanych garnizonów francuskich. Gdy marszałek Soult porzucił myśl o umocnieniu wpływów francuskich w Galicji i ruszył naprzeciw Brytyjczykom w Portugalii, La Romana oczyścił z Francuzów również Asturię.

## Koniec kariery
29 sierpnia został członkiem Junty Centralnej i zasiadał w niej do początku roku 1810. Po powrocie do czynnej służby znalazł się pod rozkazami Wellingtona, ale zmarł nieoczekiwanie 23 stycznia, gdy przygotowywał odbicie Badajoz. Obok Castañosa, La Romana był jednym z dwóch generałów hiszpańskich, którym ufał Wellington.